# Mitnagdim
Mitnagdim är en ultra-ortodox inriktning av dagens judendom. Mitnagdim omfattar flera olika inriktningar, men har det gemensamma draget att de prioriterar studium av Talmud och att de ur teologisk bemärkelse är motståndare till chassidismens läror och uppfattningar.